# Smučarski poleti
Smučarski poleti so tekmovanja smučarjev skakalcev na letalnicah, t.j. skakalnicah, ki so večje od K-180. Na tekmo se uvrsti 40 skakalcev, po prvi seriji jih odpade 10, ostalih 30 skakalcev pa skače v naslednjih treh serijah. Pravila se bistveno ne razlikujejo od pravil pri smučarskih skokih, 
V svetovnem pokalu se na sezono po navadi izpelje tekma, ki pa je vsako leto drugje (izmenjujoče). Izjema je le Letalnica bratov Gorišek, ki poteka vsako sezono.
Svetovno prvenstvo v smučarskih poletih poteka na dve sezoni, vedno na drugem prizorišču, tako kot ga vnaprej določi FIS.
Aktualni svetovni rekord v smučarskih poletih je leta 2025 dosegel Domen Prevc, ki je doskočil pri 254,5 metrih.

## Vse letalnice
| Slika letalnice | Prizorišče      | Skakalnica               | Velikost | Rekord (m)                              | Neveljavno                        |
| --------------- | --------------- | ------------------------ | -------- | --------------------------------------- | --------------------------------- |
|                 | Planica         | Letalnica bratov Gorišek | HS240    | Domen Prevc, 254,5                      |                                   |
|                 | Oberstdorf      | Letalnica Heini Klopfer  | HS235    | Domen Prevc, 242,5                      |                                   |
|                 | Vikersund       | Vikersundbakken          | HS240    | Stefan Kraft, 253,5                     | 254 m padec                       |
|                 | Harrachov       | Letalnica Čertak         | HS205    | Matti Hautamäki, 214,5                  | 220 m padec                       |
|                 | Bad Mitterndorf | Kulm                     | HS235    | Peter Prevc, 244                        |                                   |
|                 | Ironwood        | Copper Peak              | HS145    | Mathias Wallner in Werner Schuster, 158 | letalnica preurejena v skakalnico |

## Število uradnih poletov čez 200 m
Večina najboljših tekmovalcev v smučarskih skokih je tudi najboljša v smučarskih poletih. Nekateri skakalci, kot so: Avstrijec Martin Koch, Norvežan Johan Remen Evensen in Robert Kranjec, veljajo za strokovnjake v smučarskih poletih.
- stanje na dan 23. marca 2013.

| poz. | skakalec                    | #   |
| ---- | --------------------------- | --- |
| 1.   | Robert Kranjec (SLO)        | 356 |
| 2.   | Martin Koch (AUT)           | 133 |
| 3.   | Adam Małysz (POL)           | 112 |
| 4.   | Simon Ammann (SUI)          | 107 |
| 4.   | Gregor Schlierenzauer (AUT) | 107 |
| 6.   | Matti Hautamäki (FIN)       | 104 |
| 7.   | Thomas Morgenstern (AUT)    | 102 |
| 8.   | Bjørn Einar Romøren (NOR)   | 93  |
| 9.   | Anders Jacobsen (NOR)       | 77  |
| 10.  | Anders Bardal (NOR)         | 76  |

- aktivni smučarski skakalec